# Ftira
 (août 2011).
Si vous disposez d'ouvrages ou d'articles de référence ou si vous connaissez des sites web de qualité traitant du thème abordé ici, merci de compléter l'article en donnant les références utiles à sa vérifiabilité et en les liant à la section « Notes et références ».
Le ftira (pain farci de Gozo) est une spécialité maltaise. C'est une pâte à pain, cuite au four à bois, avec des rondelles de pommes de terre et de tomate, des filets d'anchois et des olives.
Il existe des variantes en fonction des disponibilités, avec un ġbejna (fromage) ou une zalzett (saucisse), ou encore de miettes de tuna (thon), en complément.
On retrouve aussi de la salade, des câpres, des oignons et de la tomate nature, ou sous forme de zalza tad-tadam (sauce tomate).
Spécialité gozitaine, ce pain farci était à l'origine le repas de campagne des bergers de Gozo.
Le ftira, art culinaire et culture du pain plat au levain à Malte est inscrit sur la liste représentative du patrimoine culturel immatériel de l'humanité en décembre 2020 par l'UNESCO.